# Билоила
Билоила (англ. Biloela) — город в Квинсленде, Австралия. Административный центр графства Банана. Население — 5371 человек.

## История
История Билоилы начинается в 1923 году с открытия демонстрационной сельскохозяйственной фермы неподалёку от будущего города. До того момента эта местность использовалась для выпаса скота с 1854 года. Вдоль ручья Каллайд росло значительное количество опунции.
Строительство Билоилы началось в 1924 году с прокладки широких улиц. На следующий год с помощью правительства были открыты начальная школа и железная дорога от Ранса (Rannes) до Билоилы и Тангула (Thangool), однако рост поселения сдерживался ожиданием уничтожения кактуса-вредителя, которое завершилось в 1928 году. Основная инфраструктура поселения была построена в 1930-х годах: школа искусств (1930 год), больница (1931 год), здание суда (1932 год), Англиканская, Католическая, Лютеранская и Пресвитерианская церкви (1931-41 года), в 1932 году начала издаваться газета Central Telegraph, а в 1933 году началось формирование сельскохозяйственного и скотоводческого общества. Велись исследовательские работы сконцентрированные на хлопке, и в 1934 году площадь его посевов в долине Каллайд составила 40000 акров, в основном на засушливых землях. В 1936 году был открыт маслозавод (филиал компании Port Curtis Co-operative) и действовал до 1975 года.
В 1939 году на пересечении шоссе Доусон и Бернетт был построен окружной аэропорт, а в 1946 году в город из Уована перевели администрацию графства.
В 1951 году Билоилу подключили к региональной электрической сети Рокгемптона, что дало возможность создать в городе водопроводную сеть. По сути, основные работы были начаты 1952 году, тем самым начав процесс индустриализации Билоилы. Были открыты большие топливные склады, машиностроительный завод и мелкое местное производство. Сети розничной торговли, такие как универсальный магазин Penney’s, открыли в городе свои филиалы.

## Географическое положение
Город Билоила расположен в регионе Центральный Квинсленд, в 142 км от Рокгемптона, в 120 км от Гладстона и 549 км от Брисбена. Билоила — главный город сельскохозяйственного района Каллайд-Валли (Callide Valley).

## Население
В 1930-х годах в городе поселилось значительное число греческих иммигрантов, начавших заниматься сельским хозяйством и городским бизнесом. Русские иммигранты, на первых порах работавшие хлопкоробами, селились в Билоиле и Тангуле.
В первые послевоенные годы население города насчитывало около 1000 человек, что делало его крупнейшим населённым пунктом в графстве.

## Название
Считается, что название города произошло от аборигенного слова, означающего какаду.

## Экономика
В Билоиле имеется широкий спектр отраслей промышленности. В окрестностях города есть обширные пастбища и обрабатываемые земли, основными культурами которых являются хлопок, сорго и пшеница. К северу от Билоилы находится электростанция Каллайд (Callide Power Station). В 1891 году у ручья Каллайд был обнаружен уголь и в настоящее время добывается на шахтах Каллайд и Баундари-Хилл (Boundary Hill), для снабжения им электростанции. В городе также есть большая скотобойня. В последнее время ведётся исследовательская работа сфокусированная на зерновых культурах и выращивании свиней.

## Образование
В Билоиле находятся три начальных школы: Лютеранская Начальная школа Искупления (Redeemer Lutheran Primary), Католическая Начальная школа Святого Иосифа (St Joseph’s Catholic Primary) и Квинслендская Начальная школа Билоилы (Biloela State Primary). В городе всего одна средняя школа — Квинслендская Средняя школа Билоилы (Biloela State High School).

## Туризм и отдых
В Билоиле имеются разнообразные варианты размещения туристов (400 спальных мест), много ресторанов, две главные торговые улицы, на одной из них находится современный торговый центр со множеством специализированных магазинов внутри.
Ближайший к городу источник свежей воды — водохранилище у дамбы Каллайд, однако уровень воды в нём ниже проектного из-за малого количества выпадаемых осадков. Тем не менее дамба является излюбленным местом для катания на водных лыжах, кемпинга, плавания и рыбалки. На дамбе Каллайд ежегодно проводится соревнование по лову рыбы Каллайд-Дэм Фишин Компетишн (Callide Dam Fishing Competition), во время которого вылавливается большое количество разных видов рыб. В частности у дамбы водятся угрехвост, золотой окунь, склеропагес и баррамунди. Крупнейшим когда-либо зафиксированным барамунди стала, пойманная во время Каллайд-Дэм Фишин Компетишн 2008 года, рыба длиной в 138 сантиметров.

## Спорт
В Билоиле действуют различные спортивные организации: клуб по игре в регбилиг Пантерс (Panthers), клуб по игре в регби-15 Билоила, Ассоциация Билоилы по контактному футболу, Теннисная ассоциация Каллайд-Валли, Гольф-клуб Билоилы, Крикетная ассоциация Билоилы, Футбольная ассоциация Билоилы, Плавательный клуб Билоилы и Молодёжный клуб полиции Билоилы.